# 高賀神社

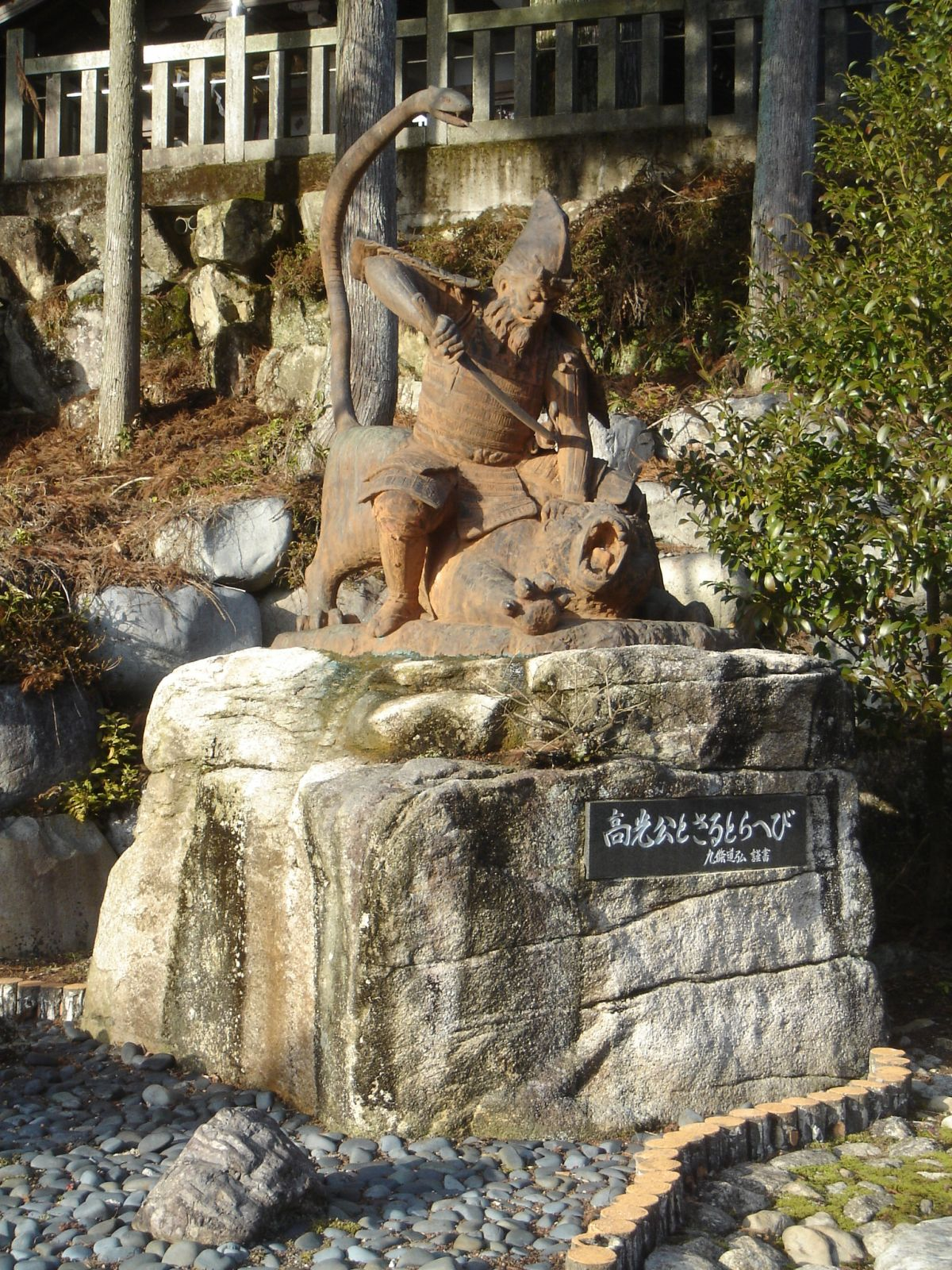
高賀神社にある「高光公とさるとらへび」の像

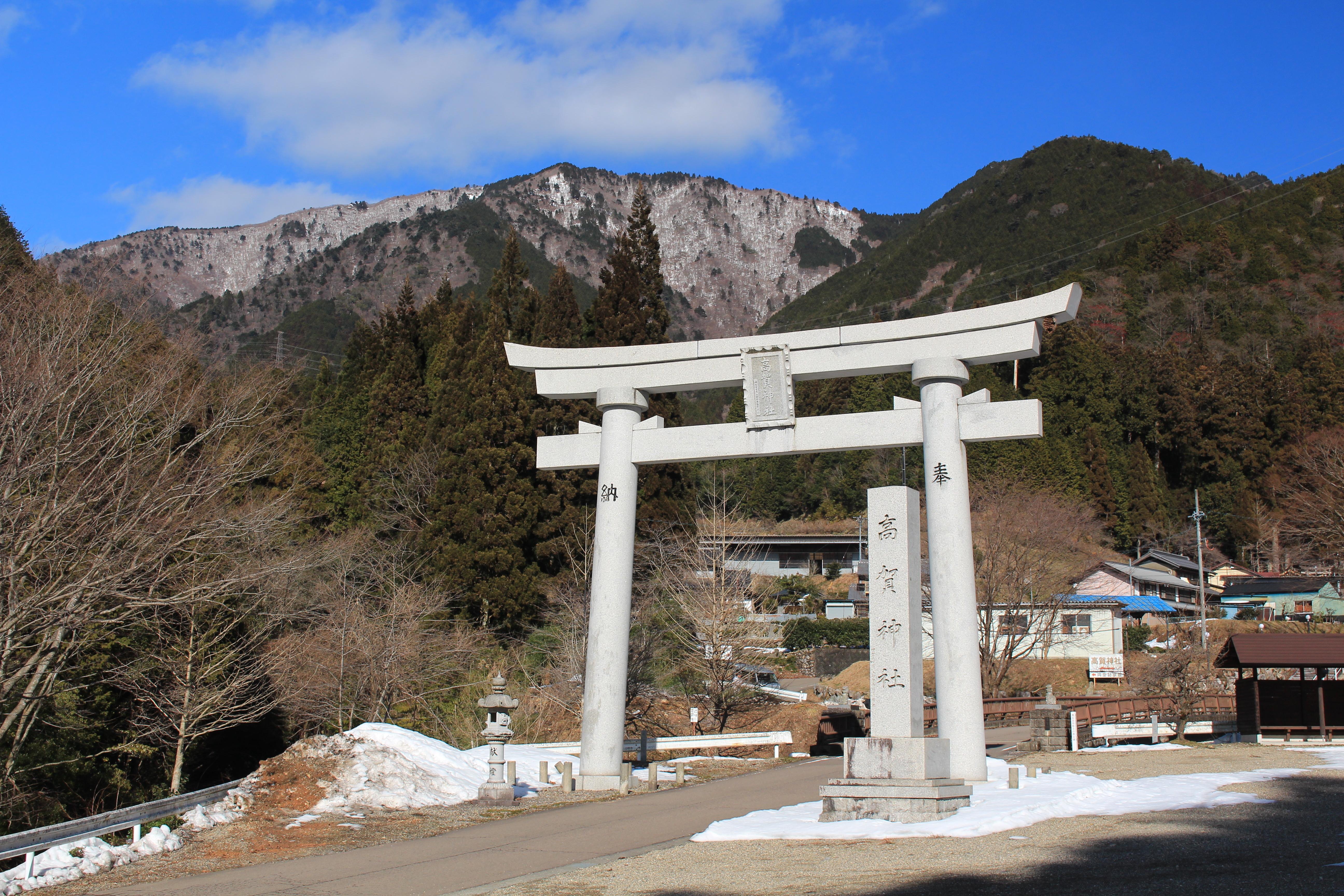
山麓から望む高賀神社の鳥居と高賀山

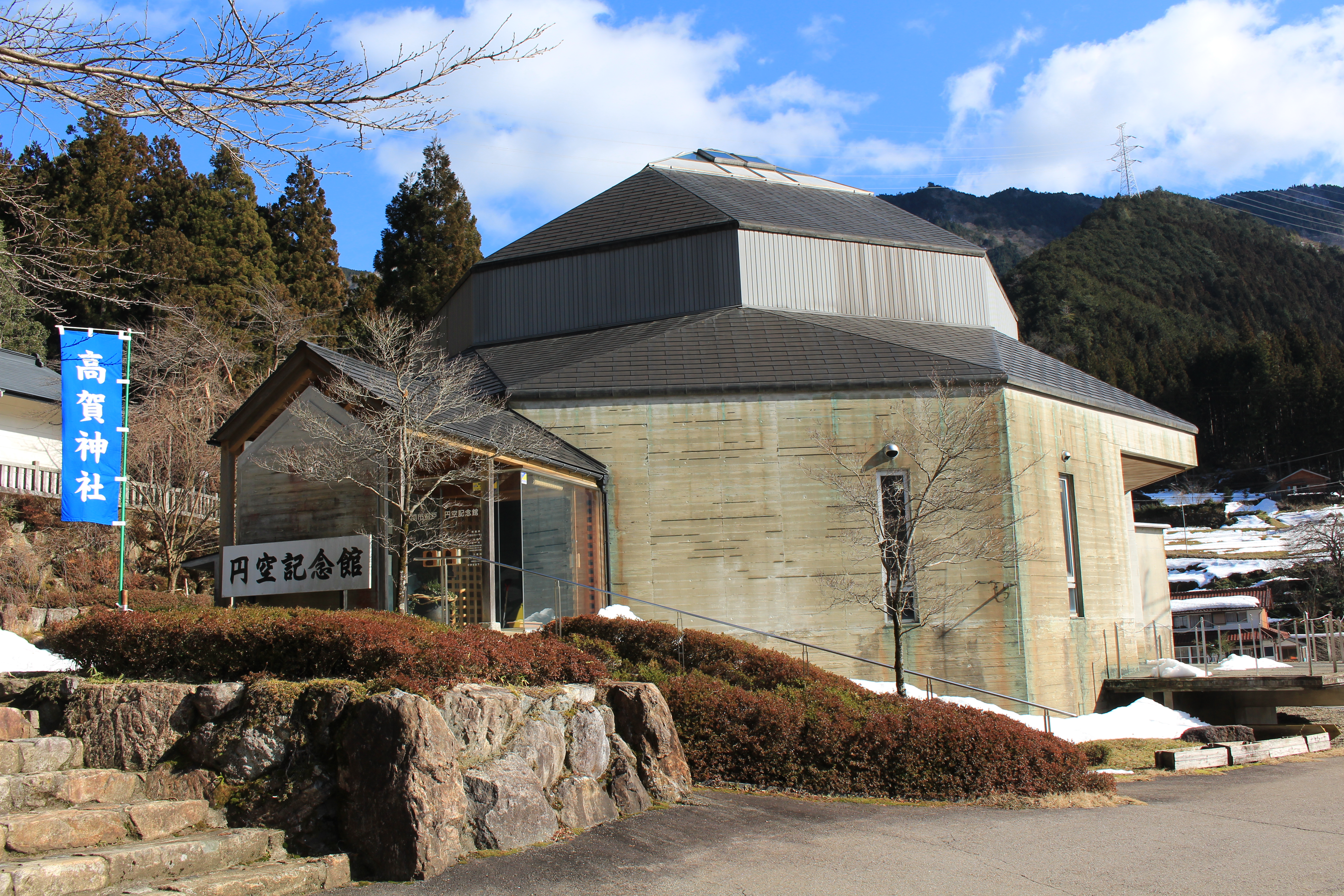
高賀神社に隣接する関市洞戸円空記念館

高賀神社（こうかじんじゃ）は、岐阜県関市洞戸高賀にある神社。『高賀山信仰』における中心となる社(高賀山六社)の一社である。

## 概要
別名、高賀山大本神宮。標高1,224mの高賀山の山麓にあり、高賀山を囲む高賀山六社の一社。旧社格は郷社。
平安時代から室町時代にかけて、白山信仰の影響を受け、本地垂迹説により十一面観音（白山比咩神）、大日如来を本地仏として信仰された。さらには、牛頭天王信仰、虚空蔵菩薩信仰がされていた。
神仏習合の時代には、『高賀山権現』『高賀三所権現』『高賀権現』などと称されていた。

## 祭神
23柱を祀る。
- 天之御中主尊
- 国之常立尊
- 国狭槌尊
- 豊斟渟尊
- 泥土煮尊
- 沙土煮尊
- 大戸道尊
- 大戸辺尊
- 面足尊
- 惶根尊
- 伊弉諾尊
- 伊弉冉尊
- 大日霊貴尊
- 忍穂耳尊
- 瓊瓊杵尊
- 彦火火出見尊
- 鵜葺草葺不合尊
- 天児屋根尊
- 猿田彦尊
- 素戔嗚尊
- 大玉尊
- 金山彦尊
- 日本武尊

## 歴史
社伝によれば、創建は奈良時代の養老年間と伝わる（養老元年という説もある）。言い伝えによれば、霊亀年間、高賀の地には光を放つ魔物が住み着いた。これを聞いた朝廷は使者を派遣し、この山の麓に21柱の神々をまつり、退魔の祈祷を行なった。すると魔物は姿を消したとされる。その後、この山は「秀でて高き故まためでたい」という意味で「高賀山」、神社を「高賀山大本神宮大行事神社」と名付けたとされる。
平安時代の天暦年間、この地に妖怪さるとらへびが住み付き、村人に危害を加えているのを聞いた朝廷は、藤原高光をこの地に遣わせ、高光が妖怪を退治したと伝わる。この際に高光が高賀山大本神宮大行事神社を再建し、七昼夜妖怪退治の祈願をしたとされる。またその後、高光は高賀山麓の六ヶ所に神社（高賀六社・後述）を建立したとされている。この妖怪退治は承平3年の説もあるが、藤原高光の生誕年との矛盾があり、疑問視されている。
詳しい時期は不明であるが、鎌倉時代以前、高賀神社の境内に蓮華峯寺が建立される。高賀神社と蓮華峯寺を合わせて、「西高賀山 蓮華峯寺」と称していた。
1517年（永正14年）、火災により焼失するが、江戸時代に再建される。
1869年（明治2年）、神仏分離令による廃仏毀釈の影響で蓮華峯寺は廃寺となる。僧侶の手で一部の仏像は持ち出され、高賀神社から約1.5km離れた観音堂に納められる。これが現在の蓮華峯寺である。

## 高賀山六社
高賀山を主峰とした山（瓢ケ岳、今渕ケ岳、片知山など）の山麓にあり、高賀山を囲む6つの神社。かつては六社めぐりという、この六つの社を尾根伝いに一日で歩いて巡る苦行が存在した。
- 高賀神社（岐阜県関市）
- 那比新宮神社（岐阜県郡上市）
- 那比本宮神社（岐阜県郡上市）
- 星宮神社（岐阜県郡上市）
- 瀧神社（岐阜県美濃市）
- 金峰神社（岐阜県美濃市）

## 円空のゆかりの地
江戸時代前期の天台宗僧侶、円空は全国行脚の中で、数回、高賀神社を訪れ修業を行なっているという。確実なのは1671年（寛文11年）、1684年（貞享元年）、1692年（元禄5年）の3回である。円空はまた、最晩年をこの地で過ごしたと伝えられ、円空仏の最後の作と言われている歓喜天像ほか、多数の仏像が高賀神社に奉納されている（後述）。

## 文化財

### 岐阜県指定有形文化財
《高賀(神社)信仰資料》7件
蓮華峯寺［れんげぶじ］仏像群28躯
- 木造大日如来坐像（平安時代後期）蓮華峯寺(旧本尊)
- 木造聖観音坐像(平安時代後期)天治元年(1124)
- 木造十一面観音坐像（平安時代後期）
- 木造十一面観音坐像（平安時代後期）
- 木造十一面観音立像（平安時代後期）
- 木造十一面観音立像（平安時代後期）
- 木造十一面観音立像（平安時代後期）
- 木造如来坐像（平安時代後期）
- 木造如来坐像（平安時代後期）
- 木造如来立像（平安時代後期）
- 木造如来立像（平安時代後期）
- 木造菩薩立像（平安時代後期）
- 木造菩薩立像（平安時代後期）
- 木造菩薩立像（平安時代後期）
- 木造菩薩形立像（平安時代後期）
- 木造菩薩形立像（平安時代後期）
- 木造地蔵菩薩(僧形)立像（平安時代後期）
- 木造僧形立像（平安時代後期）
- 木造不動明王立像（平安時代後期）
- 木造天部立像（平安時代後期）
- 木造天部立像（平安時代後期）
- 木造天部形立像（平安時代後期）
- 木造天部形立像（平安時代後期）
- 木造虚空蔵菩薩坐像（南北朝時代）
- 木造虚空蔵菩薩坐像（室町時代前期）
- 木造不動明王坐像（室町時代）
- 木造冥界王坐像（室町時代）
- 木造邪鬼（平安時代後期）
- 木造獅子（室町時代）
- 木造獅子（室町時代末期）
- 鉄造不動明王立像（鎌倉時代）
- 鉄造不動明王坐像（江戸時代）享和元年(1801)

懸仏280面
鰐口
和鏡7面
神像16躯
- 木造男神坐像（四軀）平安時代後期
- 木造女神坐像（十軀）平安時代後期

神酒壺
大般若経502巻
- 錫杖　鎌倉時代
- 木造円空作仏像群17躯・狛犬3対
- 円空自筆和歌集2帖　附神符：30枚

## 交通機関
- 岐阜バス：板取線「高賀口」バス停より徒歩で約40分。
  - JR岐阜駅バスターミナル：11番のりば「板取門原」行きに乗車。
  - 名鉄岐阜のりば：4番のりば「板取門原」行きに乗車。

## 雑記
シドニーオリンピックの女子マラソンにおいて、金メダルに輝いた高橋尚子選手が給水に利用した「高賀の森水」は、高賀神社の宮水である「ふくべの霊水」である。ふくべの霊水とは1996年（平成8年）、高賀神社参道わきに掘られた井戸の水であり、その水を商品化したものが高賀の森水である。1999年（平成11年）1月に洞戸村、岐阜県森林組合連合会、洞戸村森林組合が出資する第三セクター、奥長良川名水有限会社が設立された。のちに株式会社化。2006年（平成18年）に民営化された。